# Vasco Afonso Alcoforado
Vasco Afonso Alcoforado "do Mogadouro" foi um Cavaleiro medieval do Reino de Portugal e próximo da Casa Real. Travou um desentendimento grave com o Mosteiro de Cete, que exigiu a intervenção real e que perdeu por decisão real datada do dia 6 de maio de 1312. O conflito teve causa no facto de D. Vasco ter levado as geiras (furtos do cultivo) e demais serviços que por lei eram pertença que o mosteiro tinha em Alvarães.
Procedeu a vários trabalhos na Casa Real das Astúrias, designadamente como testemunha na doação feita por D. Pêro Fernandes Ponço das Astúrias (I) ao conde Dom Martim Gil, em Algeciras, no dia 5 de setembro de 1309. Recebe igualmente de Dom Pêro, no dia 3 de janeiro de 1313, em paga dos serviços que lhe prestou todos os bens e direitos que este tinha em Olaia, no termo de Torres Vedras.
Devido as estes factos alguns historiadores indicam-no como vassalo de D. Pêro Fernandes Ponço das Astúrias (I). Foi igualmente testemunha numa doação feita à Sé do Porto por Rodrigo Afonso Ribeiro, ocorrida no mês de dezembro de 1305.
Foi também o confirmador da doação feita pela sua irmã ao Mosteiro de Bustelo.
Em maio de 1308, aparece conjuntamente como seu irmão Lopo Afonso Alcoforado, a comprar um herdamento que tinha sido pertença de seus pais, localizado na freguesia de Mós, julgado de Tarouca. Para esse fim pediram emprestadas 80 libras.
Casou antes do mês de Novembro de 1324 com Beatriz Martins Barreto, pois nessa data aparecem os dois a vender a Mem Rodrigues de Vasconcelos, pela quantia de 120 libras, uma herdade tinham em Alabão, a meias com João Mendes e Constança Mendes, filhos do comprador.
Durante o conflito que opôs o rei Afonso III de Portugal ao Afonso de Portugal, Senhor de Portalegre tomou o partido do monarca com quem convivia regularmente e na companhia de quem assistiu à pesca de peixe, um solho que, pelas suas grandes dimensões, teve honras de lembrança régia.
Depois de 1324 não aparece como vivo em mais documentos, mas sim, já como falecido quando o seu filho entregou ao almoxarife de Moncorvo 12,5 libras, que eram uma parte da dívida das 120 libras que deixara por pagar ao morrer, sobre a renda de Paradela, aldeia da localidade de Mogadouro, o que explicará o tratamento "do Mogadouro".

## Relações familiares
Foi filho de Afonso Pires Alcoforado, Senhor da Domus Fortis denominada Torre de Alcoforado localizada na freguesia de Lordelo, no antigo Bispado do Porto e de Aldara Gomes Frade filha de Gomes Viegas Frade (1175 -?) e de Teresa Gonçalves. Casou cerca de 1393 com Brites Martins Barreto filha de Martim Fernandes Barreto (1250 -?) e de Maria Rodrigues de Chacim (c. 1250 -?), de quem teve:
1. Aldara Afonso Alcoforado (1300 -?) casada com João Mendes de Vasconcelos, que foi alcaide-mor de Estremoz;
2. Afonso Vasques Alcoforado.